# Робърт Родригес
Робърт Антъни Родригес (на английски: Robert Anthony Rodriguez) е американски режисьор, филмов продуцент и композитор.
Роден е на 20 юни 1968 година в Сан Антонио в семейството на търговец от мексикански произход. Завършва Тексаския университет в Остин, като по това време започва да снима любителски видео филми. Широка известност получава с филма си „Десперадо“ (Desperado, 1995), последван от други популярни продукции, като „Sin City: Град на греха“ (Sin City, 2005) и „Мачете“ (Machete, 2010).

## Избрана филмография
- „Ел Мариачи“ (El Mariachi, 1992)
- „Десперадо“ (Desperado, 1995)
- „Четири стаи“ (Four Rooms, 1995)
- „От здрач до зори“ (From Dusk till Dawn, 1996)
- „Деца шпиони“ (Spy Kids, 2001)
- „Имало едно време в Мексико“ (Once Upon a Time in Mexico, 2003)
- „Sin City: Град на греха“ (Sin City, 2005)
- „Бибрутално“ (Grindhouse, 2007)
- „Камъкът на желанията“ (Shorts, 2009)
- „Мачете“ (Machete, 2010)
- „Деца шпиони: Краят на времето“ (Spy Kids: All the Time in the World, 2011)
- „Алита: Боен ангел“ (Alita: Battle Angel, 2019)